# Mohammad Reza Akhbari
Mohammad Reza Akhbari Shad (persa: محمدرضا اخباری شاد) es un futbolista iraní que actualmente juega como portero del Tractor Sazi y de la selección de Irán.

## Trayectoria

### Saipa
Comenzó su carrera con Saipa desde los niveles juveniles. Akhbari es también uno de los jóvenes jugadores desconocidos que fue presentado al fútbol iraní por el entrenador Engin Fırat. Hizo su debut para Saipa en el último partido de la Iran Pro League 2013-14 contra Saba Qom como titular.

### Tractor Sazi
El 1 de julio de 2015 se unió al Tractor Sazi FC. Su primer partido de liga con este club fue el 31 de julio de 2015 en un 0-0 contra el Naft Tehran Football Club en condición de local. Debutó en la Liga de Campeones de la AFC 2016 el 24 de febrero de 2016 en la victoria con goleada 4-0 contra el club emiratí Al-Jazira Sporting Club en condición de local, el 17 de mayo, en la competencia anteriormente mencionada, Mohammad recibió cuatro goles en la derrota 4-1 contra el club emiratí Al-Nasr Sports Club, con goles a los minutos 14', 40', 77' y 89' de los futbolistas emiratíes Ahmed Al-Yassi, dos Salem Saleh y Mahmoud Khamees respectivamente, siendo esta una de las peores goleadas en la historia del club iraní.

## Estadísticas

### Clubes
- Actualizado el 14 de noviembre de 2016.[5]

| Saipa FC Irán |               |               |    |   |   |   |   |    |    |   |   |
| 1ª | 2013-14       | 1             | 0  | - | - | - | - | 1  | 0  | 0 |   |
| 1ª | 2014-15       | 13            | 0  | - | - | - | - | 13 | 0  | 0 |   |
| Total club | Total club    | 14            | 0  | - | - | - | - | 14 | 0  | 0 |   |
| Tractor Sazi FC Irán |               |               |    |   |   |   |   |    |    |   |   |
| 1ª | 2015-16       | 30            | 0  | - | - | 8 | 0 | 38 | 0  | 0 |   |
| 1ª | 2016-17       | 10            | 0  | - | - | - | - | 10 | 0  | 0 |   |
| Total club | Total club    | 40            | 0  | - | - | 8 | 0 | 48 | 0  | 0 |   |
| Total carrera | Total carrera | Total carrera | 54 | 0 | - | - | 8 | 0  | 62 | 0 | 0 |
| (1) El jugador no ha disputado ninguna copa nacional. (2) Incluye datos de Liga de Campeones de la AFC (2016). (3) No incluye goles en partidos amistosos. |               |               |    |   |   |   |   |    |    |   |   |

### Selecciones

#### Participaciones en fases finales
| Competición                            | Categoría | Sede                             | Resultado        | Partidos | Goles |
| -------------------------------------- | --------- | -------------------------------- | ---------------- | -------- | ----- |
| Fútbol en los Juegos Asiáticos de 2014 | Irán      | Corea del Sur                    | Primera ronda    | 1        | 0     |
| Campeonato Sub-23 de la AFC 2016       | Irán      | Catar                            | Cuartos de final | 4        | 0     |
| Eliminatorias para el Mundial de 2018  | Irán      | Confederación Asiática de Fútbol | Por definir      | 0        | 0     |
| Total                                  | –         | –                                | –                | 5        | 0     |

- Nota: Se incluirá en la tabla tercer o cuarto puesto solo si se jugó el partido por el tercer lugar.

## Selección nacional

### Sub-23
Debutó con Irán el 18 de septiembre de 2014 en el empate 1-1 contra Kirguistán en los Juegos Asiáticos de 2014, jugó los noventa minutos y recibió un gol de Azamat Baymatov a los 89 minutos.
Jugó cuatro partidos de la Campeonato Sub-23 de la AFC 2016 contra Siria, Catar, China y Japón, jugó los cuatro partidos completos (incluyendo la prórroga contra Japón) y recibió 7 goles.

### Absoluta
Debutó con Irán el 7 de junio de 2016 en un amistoso contra Kirguistán, el cual fue una victoria 6-0, entró en el minuto 62' sustituyendo a Alireza Haghighi.